# Iž
Iž (italiensk Isola Esa) er en ø i Adriaterhavet ud for Kroatiens kyst. Den ligger nær byen Zadar, mellem Ugljan i nordøst og Dugi Otok i sydvest. Den har et areal på 17,59 km² og et folketal på 557. Øen er hovedsageligt dannet af kalksten og dolomit. Øen har været beboet siden forhistorisk tid. Der er en katolsk kirke fra 1000-tallet på øen, og spor efter de første kroater går tilbage til år 1266. De to største landsbyer (Iž Veli og Iž Mali) ligger på østsiden af øen. Hovederhvervene er fiskeri, dyrkning af oliven, keramik og turisme.